# Satz von Kakutani-Yamabe-Yujobô
Der Satz von Kakutani-Yamabe-Yujobô ist ein mathematischer Lehrsatz über die Topologie der Einheitssphäre im euklidischen Raum, welcher auf die Mathematiker Shizuo Kakutani, Hidehiko Yamabe und Zuiman Yujobô zurückgeht und der mit dem Satz von Borsuk-Ulam verwandt ist. Kakutani hat den Satz in seiner ursprünglichen Fassung für die Einheitssphäre im dreidimensionalen euklidischen Raum gezeigt und konnte damit eine offene Vermutung von Hans Rademacher (1892–1969) über den Einschluss kompakter konvexer Körper durch Würfel bestätigen. Der Satz wurde später von Yamabe und Yujobô auf den mehrdimensionalen Fall ausgedehnt.
Der Satz von Kakutani-Yamabe-Yujobô ist auch eng verwandt mit einem Resultat von Freeman Dyson und Chung-Tao Yang. Wie Yang im Jahre 1954 zeigte, lassen sich all diese Sätze mittels einheitlicher homologietheoretischer Methoden beweisen.

## Formulierung des Satzes
Der Satz lässt sich formulieren wie folgt:
Gegeben seien eine beliebige Dimensionszahl {\displaystyle N\in \mathbb {N} } und eine stetige Funktion {\displaystyle f\colon \,S^{N-1}\to \mathbb {R} }, welche jedem Punkt {\displaystyle P} der {\displaystyle (N-1)}-Sphäre {\displaystyle S^{N-1}\subset \mathbb {R} ^{N}} eine reelle Zahl {\displaystyle f(P)} zuordne.
Dann gibt es stets {\displaystyle N} Punkte {\displaystyle P_{1},\dots ,P_{N}\in S^{N-1}} mit gleichem {\displaystyle f}-Wert {\displaystyle f(P_{1})=\dots =f(P_{N})} derart, dass die zugehörigen Radiusvektoren {\displaystyle {\overrightarrow {O{P_{1}}}},\dots ,{\overrightarrow {O{P_{N}}}}} paarweise im rechten Winkel zueinander stehen.
Der Beweis des Satzes lässt sich im Rahmen der Homologietheorie nach Eduard Čech und Paul A. Smith führen.
Für den Fall {\displaystyle N=3} lässt sich dieses Resultat auch so beschreiben:
Ist im dreidimensionalen euklidischen Raum auf der  Kugeloberfläche der Einheitskugel eine stetige reelle Funktion gegeben, so enthält die Kugeloberfläche stets ein  gleichseitiges Kugeldreieck der Seitenlänge {\displaystyle \pi /2}, dessen Ecken alle denselben Funktionswert haben.

## Folgerung: Die Vermutung von Hans Rademacher
Die Richtigkeit der „Vermutung von Hans Rademacher“ ergibt sich aus folgendem Korollar zum „Satz von Kakutani-Yamabe-Yujobô“:
Eine nicht-leere kompakte Menge {\displaystyle {\mathcal {K}}} im {\displaystyle N}-dimensionalen euklidischen Raum ist stets in einem  N-dimensionalen Würfel {\displaystyle {\mathcal {W}}} so enthalten, dass jede {\displaystyle (N-1)}-dimensionale Seite von {\displaystyle {\mathcal {W}}} mindestens einen Berührpunkt mit {\displaystyle {\mathcal {K}}} gemeinsam hat.
Daraus folgt für die Dimensionszahl {\displaystyle N=3} der von Rademacher vermutete Satz:
Jede nicht-leere kompakte (konvexe) Teilmenge des dreidimensionalen euklidischen Raums lässt sich von einem Würfel derart einschließen, dass sie mit jeder Würfelfläche einen gemeinsamen Berührpunkt hat.

### Herleitung der Folgerung (Beweisskizze)
Man betrachtet {\displaystyle {\mathcal {K}}\neq \emptyset } als fest vorgegeben und dann zu jedem Punkt {\displaystyle P\in S^{N-1}} alle Hyperebenen, die orthogonal zu dem zugehörigen Radiusvektor {\displaystyle {\overrightarrow {O{P}}}} verlaufen.
Unter ihnen findet man zwei parallel zueinander liegende Hyperebenen {\displaystyle {\mathcal {H}}_{1}} und {\displaystyle {\mathcal {H}}_{2}}, die {\displaystyle {\mathcal {K}}} jeweils berühren und dabei den Rand eines abgeschlossenen Raumsegments, bilden, welches {\displaystyle {\mathcal {K}}} so umfasst, dass der euklidische Abstand beider Hyperebenen der kleinstmögliche (unter allen möglichen Abständen zweier so beschaffener Hyperebenen) ist.
Dieser Abstand ist ein nicht-negativer reeller Wert und ist zu verstehen als Breite des von {\displaystyle {\mathcal {H}}_{1}} und {\displaystyle {\mathcal {H}}_{2}} berandeten Raumsegments, damit also als Breite von {\displaystyle {\mathcal {K}}} in Richtung {\displaystyle {\overrightarrow {O{P}}}}.  Wird dieser Wert mit {\displaystyle d(P)} bezeichnet, so ist dadurch eine stetige reelle Funktion {\displaystyle P\mapsto d(P)} auf der {\displaystyle S^{N-1}} gegeben.
Für diese stetige Funktion wendet man nun den „Satz von Kakutani-Yamabe-Yujobô“ an. Er besagt in der gegebenen Situation, dass {\displaystyle N} abgeschlossenen Raumsegmente identischer Breite existieren, welche alle {\displaystyle {\mathcal {K}}} umfassen und deren zugehörige Radiusvektoren paarweise senkrecht zueinander stehen. Dies aber bedeutet, dass die Schnittmenge dieser {\displaystyle N} Raumsegmente einen {\displaystyle N}-dimensionalen Würfel bildet. Da alle diese Raumsegmente {\displaystyle {\mathcal {K}}} umfassen, ist dies der gesuchte Würfel.

## Verwandtes Resultat: Satz von Dyson-Yang
Der „Satz von Dyson-Yang“ macht folgende Aussage:
Zu einer stetigen reellen Funktion auf der {\displaystyle n}-Sphäre {\displaystyle S^{n}\subset {\mathbb {R} }^{n+1}} ({\displaystyle n\in \mathbb {N} }) existieren stets {\displaystyle n} Diameter, welche paarweise im rechten Winkel zueinander stehen und deren {\displaystyle 2n} Endpunkte alle denselben Funktionswert annehmen.
Setzt man hier die Dimensionszahl {\displaystyle n=2}, so führt dies zum ursprünglichen „Satz von Dyson“:
Ist im dreidimensionalen euklidischen Raum auf einer 2-Sphäre eine stetige reelle Funktion gegeben, so enthält die 2-Sphäre stets vier Punkte, welche ein Quadrat auf einem Großkreis dieser 2-Sphäre bilden und welche alle denselben Funktionswert annehmen.